# Karlstein am Main
Karlstein am Main é um município da Alemanha, localizado no distrito Aschaffenburg, no estado de Baviera.